# Notheme diadema
Notheme diadema är en fjärilsart som beskrevs av Hans Ferdinand Emil Julius Stichel 1909. Notheme diadema ingår i släktet Notheme och familjen Riodinidae. Inga underarter finns listade i Catalogue of Life.